# Atmosphère (magazine)
Pour les articles homonymes, voir Atmosphère.
Atmosphère est un magazine inflight bimestriel et une publication de la compagnie aérienne canadienne Air Transat, dont l'éditeur est TVA Productions , produit dans le but d'être distribué à bord de ses avions de ligne lors des vols passagers.

## Prix et distinctions
- 2011: Gagnant du Prix dans la catégorie Reportage photo | Art de vivre pour l'article Avant la pluie, publié en Juillet-Août 2010[2].